# Dirk Kempthorne
Dirk Arthur Kempthorne, född 29 oktober 1951 i San Diego, Kalifornien, är en amerikansk republikansk politiker. Han representerade delstaten Idaho i USA:s senat 1993–1999. Han var den 30:e guvernören i Idaho 1999–2006. Han tjänstgjorde sedan som USA:s inrikesminister i regeringen George W. Bush 2006–2009.
Kempthorne avlade 1975 sin examen i statsvetenskap vid University of Idaho. Han var borgmästare i Boise 1986–1993. Han efterträdde 1993 Steve Symms som senator för Idaho. År 1999 efterträdde han Phil Batt som guvernör i Idaho. Kempthorne avgick 2006 som guvernör för att efterträda Gale Norton som inrikesminister.
Under Kempthornes tid som minister blev isbjörnen listad som en hotad art i USA. Som inrikesminister besökte han ett stort antal nationalparker och nationella monument. Han gjorde bland annat 2007 en tre veckor lång resa till de amerikanska territorierna Guam och Amerikanska Samoa samt tre självständiga stater i fri association med USA: Palau, Mikronesiska federationen och Marshallöarna. Kempthorne efterträddes 20 januari 2009 som minister av Ken Salazar.